# هیرونیموس فون کلوردو
هیرونیموس یوزف فرانتس دِ پائولا گراف کُلوردو فون والزی آوند مِلتس (آلمانی: Hieronymus Joseph Franz de Paula Graf Colloredo von Wallsee und Melz؛ ‏ ۳۱ مهٔ ۱۷۳۲ – ۲۰ مهٔ ۱۸۱۲) «شاهزاده-اسقف گورک»، «شاهزاده-اسقف اعظم سالزبورگ» اهل آرشیدوک‌نشین اتریش بود. کُلوردو پس از سکولارسازی به وین گریخت و تا زمان مرگش در سال ۱۸۱۲ اسقف اعظم غیرمقیم سالزبورگ باقی ماند که البته از قدرت ناسوتی محروم بود. شهرت او امروزه به این دلیل است که حامی مالی و کارفرمای ولفگانگ آمادئوس موتسارت بود.